# Diospyros eburnea
Diospyros eburnea är en tvåhjärtbladig växtart som beskrevs av Bakh. Diospyros eburnea ingår i släktet Diospyros och familjen Ebenaceae. Inga underarter finns listade i Catalogue of Life.